# Microphysogobio hsinglungshanensis
Microphysogobio hsinglungshanensis är en fiskart som beskrevs av Mori, 1934. Microphysogobio hsinglungshanensis ingår i släktet Microphysogobio och familjen karpfiskar. Inga underarter finns listade i Catalogue of Life.